# Codex Porphyrianus
Codex Porphyrianus (Gregory-Aland no. Papr albo 025; von Soden α 3) – grecki kodeks uncjalny Nowego Testamentu, spisany na pergaminie, paleograficznie datowany na IX wiek. Jest jednym z nielicznych kodeksów uncjalnych zawierających Apokalipsę. Posiada wiele luk, jest palimpsestem, tekst górny zawiera te same księgi Nowego Testamentu, ale pisany jest minuskułą. Kopista popełniał wiele błędów. Rękopis został przystosowany do czytań liturgicznych. Tekst rękopisu jest cytowany w krytycznych wydaniach greckiego Nowego Testamentu.

## Opis
Kodeks zawiera 327 pergaminowych kart (16 na 13 cm) z tekstem Dziejów Apostolskich, Listów Pawła, Listów powszechnych, Apokalipsy św. Jana, z pewnymi lukami. Tekst pisany jest jedną kolumną na stronę, 24 linijki w kolumnie . Stanowi palimpsest, górny tekst jest minuskułem 1834, datowanym na 1301 rok, zawiera komentarz Eutaliusza do Dziejów i Listów Pawła oraz tekst biblijny. Pomiędzy Listami Pawła a Apokalipsą umieszczono męczeństwo Piotra i Pawła.
Litery są grube. Tekst stosuje przydechy i akcenty. Akcenty często są stawiane w niewłaściwych miejscach. Inicjały są dwóch wielkości, mniejsze pisane czarnym atramentem, większe – w czerwonym i innych kolorach. Skryba często mylił dyftong αι z literą ε, literę η z dyftongiem ει lub literą ι, literę ο z ω, dyftong οι z literą υ. Ponadto zachodzą podobieństwa litery ν do α lub χ, co często prowadzi do błędnego ich odczytu. Tekst jest w wielu miejscach poprawiany zarówno przez oryginalnego skrybę, jak i późniejszych korektorów. Na marginesie oznakowane zostały lekcje do czytań liturgicznych . W wielu partiach tekst jest trudno czytelny ze względu na nadpisany później tekst minuskułowy .
Rękopis zawiera również fragmenty 4 Księgi Machabejskiej pochodzące z VII wieku, które należały do innego rękopisu. Nie zostały one nadpisane przez tekst minuskułu 1834 .
Minuskuł 1834 zawiera tekst Dziejów oraz Listów powszechnych i Listów Pawła na 327 kartach, tekst pisany jest jedną kolumną na stronę, 23 linijkami tekstu w kolumnie . Pismo minuskułowe jest typowe dla XIII wieku .
Luki kodeksu 025
Dzieje 1,1-2,13; Rz 2,16-3,4; 8,32-9,10; 11,23-12,1; 1 Kor 7,15-17; 12,23-13,5; 14,23-39; 2 Kor 2,13-16; Kol 3,16-4,8; 1 Tes 3,5-4,17; 1 Jan 3,20-5,1; Juda 4-15; Apokalipsa 16,12-17,1; 19,21-20,9; 22,6- do końca.

## Tekst

### Charakter tekstualny
Gregory oraz Scrivener sądzili, że w 025 najniższą wartość ma tekst Dziejów oraz 1 Piotra oraz jest on charakterystyczny dla późnych kodeksów uncjalnych, takich jak Codex Mutinensis i Codex Angelicus, natomiast tekst Apokalipsy oraz pozostałych Listów jest znacznie lepszy, bliski dla Kodeksu Aleksandryjskiego i Efrema, czasem nawet dla Kodeksu Synajskiego, wspierając je przeciwko wszystkim pozostałym rękopisom. Niska ocena 1 Piotra była uzależniona od opinii Horta. Hermann von Soden uważał, że w Dziejach przekazuje standardowy tekst bizantyński (tekst K), natomiast w pozostałych księgach – tekst aleksandryjski .
Aland w tekście Dziejów Apostolskich sporządził dlań następujący profil tekstualny: 691 291/2 12 1S. Profil ten oznacza, że kodeks wspiera tekst bizantyński przeciwko „oryginalnemu” w 69 miejscach, współbrzmi zarówno z tekstem bizantyńskim jak i „oryginalnym” w 29 miejscach, wspiera tekst „oryginalny” przeciwko bizantyńskiemu w 1 miejscu. Ponadto kodeks posiada 1 sobie właściwy wariant. W Listach Pawła nadano mu następujący profil tekstualny: 821 361/2 872 31S, a w Listach powszechnych – 481 71/2 262 9S. W oparciu o ten profil tekst Dziejów Apostolskich oraz Apokalipsy został zaklasyfikowany do kategorii V, natomiast tekst pozostałych ksiąg do Kategorii III. Tekst III kategorii jest jeszcze przydatny przy rekonstrukcji oryginalnego tekstu Nowego Testamentu, natomiast tekst V kategorii traktowany jest jako bezużyteczny. Profil Alanda oznacza, że tekst Dziejów i Apokalipsy przekazuje standardowy tekst bizantyński z niewielką liczbą obcych naleciałości, natomiast w Listach ma tekst mieszany, z przewagą dla elementu bizantyńskiego w Listach powszechnych. Nie potwierdza to ocen dawnych krytyków tekstu .
W Apokalipsie reprezentuje tekst, który wyszedł z recenzji Andrzeja z Cezarei, nie jest jednak doskonałym tej recenzji reprezentantem.

### Niektóre warianty tekstowe
W Hb 8,11 stosuje wariant πλησιον (bliźniego) zamiast πολιτην (obywatela); wariant wspierany jest przez 81, 104, 436, 629, 630, 1985 i niektóre inne greckie minuskuły; stosuje go Wulgata, niektóre przekłady oraz Textus receptus. Krytycy tekstu uważają go za błędny.
W Ap 1,5 przekazuje λουσαντι ημας απο (oczyścił nas z), zamiast λυσαντι ημας εκ (uwolnił nas od); wariant wspierany jest przez 046, 94, 205, 209, 1006, 1859, 2042, 2065, 2073, 2138, 2432 oraz rękopisy bizantyńskiej tradycji tekstualnej. Krytycy tekstu uważają go za błędny.

## Historia

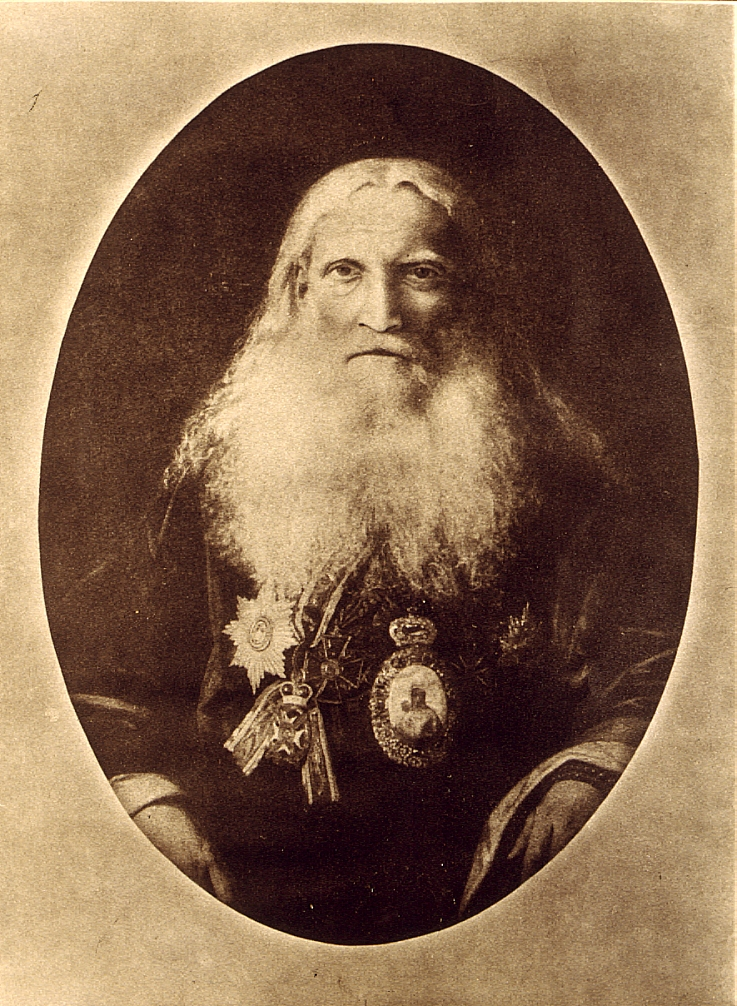
Porfiryj Uspienski, od którego imienia pochodzi nazwa rękopisu

Tekst uncjalny 025 datowany jest zwykle na wiek IX , tekst minuskułu 1834 skryba odatował na rok 1301 . Rękopis należał do bp Uspienskiego i od jego imienia pochodzi nazwa kodeksu. W 1862 znalazł go w kolekcji Uspienskiego Konstantin von Tischendorf. Tischendorf pożyczył go do Lipska, gdzie odczytał dolny tekst palimpsestu i wydał go w latach 1865-1869. Kodeks przechowywany jest obecnie w Rosyjskiej Bibliotece Narodowej (Gr. 225) w Petersburgu .
Na listę rękopisów Nowego Testamentu wciągnął go Tischendorf nadając mu siglum P. W 1908 Gregory nadał mu siglum 025, Hermann von Soden nadał mu siglum α 3. Obecnie stosowane jest oznaczenie P lub 025. Tekst minuskułowy Tischendorf oznakował jako 315a (dla Dziejów i Listów powszechnych) i 474p (dla Listów Pawła), Gregory w 1908 dla całego minuskułu nadał numer 1834.
Tekst Apokalipsy skolacjonował Herman Charles Hoskier . Tekst Apokalipsy w oparciu o publikację Hoskiera badał J. Schmid. Rękopis badał i sporządził jego opis wschodnioniemiecki paleograf Kurt Treu. Rękopis nie był badany przy pomocy nowoczesnych metod stosowanych przy palimpsestach .
NA27 cytuje go w niektórych księgach Nowego Testamentu. W Listach powszechnych zalicza go do rękopisów cytowanych w pierwszej kolejności, w Apokalipsie zaliczony został do rękopisów cytowanych w drugiej kolejności, w Listach Pawła cytowany jest w drugiej kolejności, natomiast w Dziejach Apostolskich w ogóle nie jest cytowany. 025 został również wykorzystany w UBS4. Minuskuł 1834 nie jest cytowany w krytycznych wydaniach Nowego Testamentu.